# Lijst van rijksmonumenten in Horst aan de Maas
De gemeente Horst aan de Maas telt 85 inschrijvingen in het rijksmonumentenregister, hieronder een overzicht. Zie ook de gemeentelijke monumenten in Horst aan de Maas

## America
De plaats America telt 3 inschrijvingen in het rijksmonumentenregister.
| Object                                  | Oorspronkelijke functie? | Bouwjaar       | Architect              | Locatie                | Coördinaten?                  | Nr.?   | Afbeelding        |
| --------------------------------------- | ------------------------ | -------------- | ---------------------- | ---------------------- | ----------------------------- | ------ | ----------------- |
| Boerderijtje van Seroo                  | Boerderij                | ca. 1840       |                        | Nieuwe Peeldijk 19     | 51° 26' 16" NB, 5° 59' 25" OL | 22652  | Meer afbeeldingen |
| Terrein waarin vuursteenvindplaatsen    | Archeologisch monument   | Palaeolithicum |                        |                        | 51° 25' 25" NB, 5° 56' 51" OL | 45537  | Upload foto       |
| Rooms-Katholieke parochiekerk St. Jozef | Kerk en kerkonderdeel    | 1891-1892      | J.H.H. Van Groenendael | Pastoor Jeukenstraat 2 | 51° 26' 11" NB, 5° 58' 44" OL | 523267 | Meer afbeeldingen |

## Broekhuizen
De plaats Broekhuizen telt 2 inschrijvingen in het rijksmonumentenregister.
| Object | Oorspronkelijke functie? | Bouwjaar | Architect | Locatie       | Coördinaten?                 | Nr.?  | Afbeelding        |
| --- | ------------------------ | -------- | --------- | ------------- | ---------------------------- | ----- | ----------------- |
| St. Nicolaaskerk                                                                                                | Kerk en kerkonderdeel    | ca. 1500 |           | Hoogstraat 21 | 51° 29' 9" NB, 6° 9' 51" OL  | 11091 | Meer afbeeldingen |
| Brouwershuis, met verdieping en schilddak; segmentboogvensters en ingangsomraming van hardsteen met segmentboog | Bedrijfs-,fabriekswoning | 18e eeuw |           | Veerweg 15    | 51° 29' 11" NB, 6° 9' 54" OL | 11092 | Meer afbeeldingen |

## Broekhuizenvorst
De plaats Broekhuizenvorst telt 6 inschrijvingen in het rijksmonumentenregister.
| Object | Oorspronkelijke functie? | Bouwjaar            | Architect | Locatie       | Coördinaten?                 | Nr.?  | Afbeelding                                                                |
| --- | ------------------------ | ------------------- | --------- | ------------- | ---------------------------- | ----- | ------------------------------------------------------------------------- |
| Eenvoudig huisje met zadeldak tussen gevels met vlechtingen | Woonhuis                 | 19e eeuw / 1671     |           | Kerkstraat 7  | 51° 29' 43" NB, 6° 9' 26" OL | 11094 | Eenvoudig huisje met zadeldak tussen gevels met vlechtingen               |
| Heilige Naam Jezuskerk: R.K. Kerk (oorspronkelijk een Salvatorkerk) bestaande uit een ten dele ingebouwde westtoren                                                                        | Kerk en kerkonderdeel    | 13e eeuw - ca. 1500 |           | Kerkstraat 9  | 51° 29' 43" NB, 6° 9' 27" OL | 11095 | Meer afbeeldingen                                                         |
| Woonhuis van twee vleugels onder zadeldaken, afgesloten door puntgevels met vlechtingen | Woonhuis                 | 19e eeuw            |           | Kerkstraat 28 | 51° 29' 42" NB, 6° 9' 30" OL | 11096 | Meer afbeeldingen                                                         |
| Huis bestaande uit twee vleugels naast elkaar onder zadeldaken tussen topgevels met vlechtingen. Voorgevel met in het midden een ingang met rijk bovenlicht in geblokte pilasteromlijsting | Woonhuis                 | mogelijk 1818       |           | Kerkstraat 38 | 51° 29' 44" NB, 6° 9' 26" OL | 11097 | Meer afbeeldingen                                                         |
| Huis met zadeldak en ankerjaartal. Vormt een geheel met een buurnummer 42 | Woonhuis                 | 1854 (ankerjaartal) |           | Kerkstraat 40 | 51° 29' 44" NB, 6° 9' 25" OL | 11098 | Huis met zadeldak en ankerjaartal. Vormt een geheel met een buurnummer 42 |
| Huis met zadeldak en ankerjaartal. Vormt een geheel met het buurnummer 40 | Woonhuis                 | 1854 (ankerjaartal) |           | Kerkstraat 42 | 51° 29' 45" NB, 6° 9' 25" OL | 11099 | Huis met zadeldak en ankerjaartal. Vormt een geheel met het buurnummer 40 |

## Griendtsveen
De plaats Griendtsveen telt 20 inschrijvingen in het rijksmonumentenregister. Zie Lijst van rijksmonumenten in Griendtsveen voor een overzicht.

## Grubbenvorst
De plaats Grubbenvorst telt 8 inschrijvingen in het rijksmonumentenregister. Zie Lijst van rijksmonumenten in Grubbenvorst voor een overzicht.

## Horst
De plaats Horst telt 13 inschrijvingen in het rijksmonumentenregister. Zie Lijst van rijksmonumenten in Horst voor een overzicht.

## Houthuizen
De plaats Houthuizen telt 1 inschrijving in het rijksmonumentenregister.
| Object                          | Oorspronkelijke functie? | Bouwjaar  | Architect | Locatie | Coördinaten?                 | Nr.?  | Afbeelding  |
| ------------------------------- | ------------------------ | --------- | --------- | ------- | ---------------------------- | ----- | ----------- |
| Terrein waarin acht grafheuvels | Archeologisch monument   | IJzertijd |           |         | 51° 26' 28" NB, 6° 7' 50" OL | 45445 | Upload foto |

## Kronenberg
De plaats Kronenberg telt 1 inschrijving in het rijksmonumentenregister.
| Object                | Oorspronkelijke functie? | Bouwjaar | Architect | Locatie   | Coördinaten?                | Nr.?   | Afbeelding        |
| --------------------- | ------------------------ | -------- | --------- | --------- | --------------------------- | ------ | ----------------- |
| R.K. H. Theresia kerk | Kerk en kerkonderdeel    | 1931     | H.W. Valk | Meerweg 8 | 51° 24' 55" NB, 6° 0' 0" OL | 526557 | Meer afbeeldingen |

## Lottum
De plaats Lottum telt 10 inschrijvingen in het rijksmonumentenregister. Zie Lijst van rijksmonumenten in Lottum voor een overzicht.

## Meerlo
De plaats Meerlo telt 6 inschrijvingen in het rijksmonumentenregister.
| Object                                                               | Oorspronkelijke functie? | Bouwjaar              | Architect | Locatie                | Coördinaten?                 | Nr.?  | Afbeelding        |
| -------------------------------------------------------------------- | ------------------------ | --------------------- | --------- | ---------------------- | ---------------------------- | ----- | ----------------- |
| Huize Meerlo                                                         | Woonhuis                 | ca. 1700              |           | Mgr Jenneskensstraat 2 | 51° 30' 47" NB, 6° 5' 14" OL | 28427 | Meer afbeeldingen |
| Kapelletje met gezwenkte topgeveltje en met korfbogige deurbekroning | Kapel                    | ca. 1700              |           | Megelsum 29            | 51° 30' 37" NB, 6° 6' 25" OL | 28428 | Meer afbeeldingen |
| 't Kasteelke                                                         | Boerderij                | 1619 (ankerjaartal)   |           | Moleneind 4            | 51° 30' 60" NB, 6° 4' 60" OL | 28429 | Meer afbeeldingen |
| T-vormige hoeve                                                      | Boerderij                | 18e eeuw              |           | Moleneind 8            | 51° 31' 5" NB, 6° 4' 50" OL  | 28430 | T-vormige hoeve   |
| Sint-Goarkapel                                                       | Kapel                    | 1662                  |           | Moleneind 9            | 51° 31' 11" NB, 6° 4' 52" OL | 28431 | Meer afbeeldingen |
| De Lutjeshof                                                         | Boerderij                | 18e of begin 19e eeuw |           | Megelsum 20            | 51° 30' 43" NB, 6° 6' 12" OL | 28442 | Meer afbeeldingen |

## Melderslo
De plaats Melderslo telt 1 inschrijving in het rijksmonumentenregister.
| Object                                            | Oorspronkelijke functie? | Bouwjaar | Architect | Locatie          | Coördinaten?                 | Nr.?   | Afbeelding                                        |
| ------------------------------------------------- | ------------------------ | -------- | --------- | ---------------- | ---------------------------- | ------ | ------------------------------------------------- |
| Wachtershuis 56: voormalige overwegwachterswoning | Dienstwoning             | 1883     |           | Swolgensedijk 21 | 51° 28' 19" NB, 6° 6' 12" OL | 523266 | Wachtershuis 56: voormalige overwegwachterswoning |

## Meterik
De plaats Meterik telt 3 inschrijvingen in het rijksmonumentenregister.
| Object                                               | Oorspronkelijke functie?  | Bouwjaar                                                 | Architect | Locatie          | Coördinaten?                 | Nr.?   | Afbeelding        |
| ---------------------------------------------------- | ------------------------- | -------------------------------------------------------- | --------- | ---------------- | ---------------------------- | ------ | ----------------- |
| Wegkapelletje met op het windvaantje het jaartal     | Kapel                     | 1783                                                     |           | Afhangweg 13     | 51° 27' 26" NB, 6° 2' 4" OL  | 22653  | Meer afbeeldingen |
| Eendracht Maakt Macht                                | Industrie- en poldermolen | 1898-1899                                                |           | Schadijkerweg 36 | 51° 27' 32" NB, 6° 1' 16" OL | 22654  | Meer afbeeldingen |
| Rooms-Katholieke parochiekerk St. Joannes Evangelist | Kerk en kerkonderdeel     | 1899-1900 (bouwjaar) 1907 (verbouwing) 1922 (vergroting) |           | Schadijkerweg 2  | 51° 27' 20" NB, 6° 1' 30" OL | 523268 | Meer afbeeldingen |

## Ooijen
De plaats Ooijen telt 2 inschrijvingen in het rijksmonumentenregister.
| Object                                                                      | Oorspronkelijke functie? | Bouwjaar     | Architect | Locatie              | Coördinaten?                 | Nr.?  | Afbeelding        |
| --------------------------------------------------------------------------- | ------------------------ | ------------ | --------- | -------------------- | ---------------------------- | ----- | ----------------- |
| Kasteel Oyen                                                                | Kasteel, buitenplaats    | middeleeuwen |           | Blitterswijckseweg 2 | 51° 30' 23" NB, 6° 9' 19" OL | 11100 | Meer afbeeldingen |
| Sint Annakapelletje, gebouwtje met driezijdige sluiting en gezwenkte façade | Kapel                    | 1733 (anker) |           |                      | 51° 30' 31" NB, 6° 8' 57" OL | 11101 | Meer afbeeldingen |

## Sevenum
De plaats Sevenum telt 8 inschrijvingen in het rijksmonumentenregister. Zie Lijst van rijksmonumenten in Sevenum voor een overzicht.

## Swolgen
De plaats Swolgen telt 1 inschrijving in het rijksmonumentenregister.
| Object             | Oorspronkelijke functie? | Bouwjaar | Architect | Locatie           | Coördinaten?                | Nr.?  | Afbeelding        |
| ------------------ | ------------------------ | -------- | --------- | ----------------- | --------------------------- | ----- | ----------------- |
| Sint-Lambertuskerk | Kerk en kerkonderdeel    | 15e eeuw |           | Mgr Aertsstraat 6 | 51° 29' 30" NB, 6° 7' 1" OL | 28443 | Meer afbeeldingen |

## Tienray
De plaats Tienray telt 1 inschrijving in het rijksmonumentenregister.
| Object                                                                                     | Oorspronkelijke functie? | Bouwjaar | Architect | Locatie        | Coördinaten?                 | Nr.?   | Afbeelding                                                                                 |
| ------------------------------------------------------------------------------------------ | ------------------------ | -------- | --------- | -------------- | ---------------------------- | ------ | ------------------------------------------------------------------------------------------ |
| Voormalige Station Meerlo-Tienray annex woonhuis-kantoor van de stationschef en bergplaats | Transport                | 1882     |           | Stationslaan 2 | 51° 29' 21" NB, 6° 5' 19" OL | 526071 | Voormalige Station Meerlo-Tienray annex woonhuis-kantoor van de stationschef en bergplaats |

Beek ·
Beekdaelen ·
Beesel ·
Bergen ·
Brunssum ·
Echt-Susteren ·
Eijsden-Margraten ·
Gennep ·
Gulpen-Wittem ·
Heerlen ·
Horst aan de Maas ·
Kerkrade ·
Landgraaf ·
Leudal ·
Maasgouw ·
Maastricht ·
Meerssen ·
Mook en Middelaar ·
Nederweert ·
Peel en Maas ·
Roerdalen ·
Roermond ·
Simpelveld ·
Sittard-Geleen ·
Stein ·
Vaals ·
Valkenburg aan de Geul ·
Venlo ·
Venray ·
Voerendaal ·
Weert